# Boziquan
Boziquan (跛子拳, Pugilato dello Storpio) o Bojiaoquan (跛脚拳) è uno stile di arti marziali cinesi che secondo una tradizione è stato creato durante il regno di Guangxu della dinastia Qing dal Maestro Buddista Jingyun (静云禅师, Jingyun Chanshi) sulle montagne Emeishan (峨眉山) , per Zou Defa invece esso sarebbe stato creato nel sud del Sichuan  da Luobai Sanye (罗拜三爷)   e solo trasmesso dal monaco Jingyun (净云禅师, Jingyun Chanshi).
Lo stile, che imita le movenze di una persona disabile, possiede una sola forma che si compone di ottanta figure (八十势, Bashi shi). Può quindi essere inserito tra gli stili imitativi (Xiangxingquan) e tra i pugilati appartenenti alla Emeipai.
Oggi lo stile è praticato nell'area amministrativa di Anyuexian (安岳县)